# 霍爾斯鎮區 (北卡羅萊納州桑普森縣)
霍爾斯鎮區（英語：Halls Township）是位於美國北卡羅萊納州桑普森縣的一個鎮區。

## 地方資料
霍爾斯鎮區的面積為123.54平方千米，皆為陸地。根據2020年美國人口普查的數據，當地共有人口3301人，而人口密度為每平方千米26.72人。